# Felix Doffegnies
Felix Doffegnies (Zevenaar, 25 juni 1856 - Den Haag,  8 oktober 1924) was een Nederlands waterbouwkundige. Hij was de zoon van Johannes Joseph Doffegnies (directeur van de Pondok-Gedeh, Panggongredoe en Gayamsche Cultuurmaatschappijen en de Modjokerto Stoomtram Maatschappij) en  Sara Maria Rookmaker. Hij is nooit gehuwd.  

## Opleiding en eerste werkkring
Hij studeerde aan de Polytechnische School te Delft en haalde daarnet diploma civiel ingenieur in 1879. Daarna werkte hij voor de Rijkscommissie voor graadmeting en waterpassing (1878—1880) en daarna (1880 en 1881) als buitengewoon opzichter bij rjkswaterstaat bij de werken van de Merwede en het Hollands Diep,
Na vergelijkend examen werd hij in 1881 als nummer één benoemd tot adspirant-ingenieur bij rijkswaterstaat, Zoals destijds ten aanzien van jonge ingenieurs gebruikelijk was, werd hij geplaatst op een van de waterstaatsbureaus en wel op dat van de inspecteur m de 2de inspectie, ir, H. S. J. Rose. Hij bleef daar tot 1 Juli 1887, en werd onder meer belast met de opruiming van wrakken bij Hoek van Holland, nadat hij te voren zich van een op de Theems gevolgde werkwijze had op de hoogte gesteld (de lichting van de Edward Eccles).

## Detacheringen
Van het bureau van de inspecteur ging hij naar dat van de aanleg van het Merwedekanaal, waar hij onder andere berekeningen maakte voor de gemaal dat in verband met de bouw van de in Zuid-Holland gelegen sectie te Ameide zou worden aangelegd. Lang bleef hij daar echter niet, want 1 Maart 1888 werd hij belast met de dienst in het zuidelijk arrondissement van Limburg te Maastricht. Intussen was op hem de aandacht gevallen voor een plaatsing van tijdelijke aard bij het Departement van Waterstaat, Handel en Nijverheid en hij werd hij daar voor één jaar gedetacheerd en toegevoegd aan den chef van afdeling Waterstaat. Hij werd daar benoemd tot lid en secretaris van een commissie tot herziening van de Algemeene Voorschriften voor de uitvoering van werken door genoemd Departement. Zijn detachering werd vervolgens met één jaar verlengd. Na afloop van die termijn, waarbij hij een schriftelijke tevredenheidsbetuiging van de minister mocht ontvangen voor zijn bewezen diensten, verwisselde hij deze werkkring per 1 mei 1891 voor het arrondissement Middelburg met standplaats Vlissingen, en werd 1 november 1891 bevorderd tot ingenieur tweede klasse. Te Vlissingen werd hij ernstig ziek en een ziekteverlof tot 1 september 1892 was nodig Daar zijn plaats in Vlissingen intussen bezet was, werd hij op het bureau van de Algemene Dienst, onder ir. H.E. de Bruyn, belast met de leiding van de bewerking van de rivierkaart van Nederland. Van daar ging hij in 1891 naar het arrondissement Drenthe, standplaats Assen, doch keerde in datzelfde jaar naar de Algemene Dienst terug en kwam daarna, op 1 december 1895, op het bureau van de dienst der Grote Rivieren, waar hij de hoofdingenieur Schnebbelie een grote steun was. Per 1 oktober 1899 werd hij weer bij het Departement van Waterstaat gedetacheerd, aanvankelijk voor èèn jaar; na afloop werd hij chef van de afdeling Waterstaat T (technisch gedeelte), en daar heeft hij zijn levenstaak gevonden.

## Ministerie
Met ingang van 1 Januari 1901 verliet hij definitief het korps van den Rijkswaterstaat, tengevolge van zijn benoeming tot referendaris en, na het overlijden van den chef van de afdeling Waterstaat A (administratief gedeelte), plaatste minister De Marez Oyens hem op 1 april 1901, als administrateur aan het hoofd van een gecombineerde afdeling Waterstaat, die de beide onderdelen omvatte. Van genoemde bewindsman, die vóór zijn ministerschap, als hoofd van de afdeling Handel en Nijverheid, Doffegnies goed had leren kennen, mocht hij veel waardering ondervinden.
In 1913 werd hij weer ziek en moest geopereerd worden. Hij herstelde langzaam en niet volledig. Met ingang van 1 meii 1918 werd hem wegens gezondheidsredenen, op zijn verzoek, eervol ontslag verleend, onder dankbetuiging voorde door hem gedurende een reeks van jaren aan het land bewezen  diensten. Na zijn pensionering heeft hij nog enige tijd van zijn welverdiende rust genoten tot zijn overlijden  op 8 oktober 1921.

## Eerbewijzen
In 1903 was hij  tot ridder in de Orde van de Nederlandse  Leeuw benoemd; in 1910 werd hij commandeur van de Kroonorde van België, ter erkenning van zijn verdiensten voor België met betrekking tot de verbetering van het kanaal Gent—Terneuzen. 
In 1913 werd hij plotseling door een ernstige ziekte overvallen, waardoor operatief ingrijpen op zeer korte termijn noodzakelijk was. Ook deze ziekte kwam hij langzaam te boven, doch toch voelde hij zich later niet geheel hersteld.Geleidelijk ging zijn gezondheid achteruit en met ingang van 1 mei 1918 werd hem wegens gezondheidsredenen, op zijn verzoek, eervol ontslag verleend, onder dankbetuiging voor de door hem gedurende een reeks van jaren bewezen diensten. Op 8 oktober 1921 is hij overleden.

## Publicaties van Doffegnies
- (1 januari 1884). Verhandeling over het opruimen van I een tweetal wrakken aan den mond van den Waterweg. Tijdschrift van het KIvI  1884
- (1 januari 1886). Bespreking van een boekwerk (Etude sur le régime de la côte de Belgique et sur les moyens d'améliorer les ports de ce littoral par P. de Mey). Tijdschrift van het KIvI  1886
- (1 januari 1889). Bewerking uit het Engelsch van een verhandeling over het gebruik van beton bij den aanleg van havenwerken. Tijdschrift van het KIvI  1889